# Sertãozinho (Paraíba)
Sertãozinho is een gemeente in de Braziliaanse deelstaat Paraíba. De gemeente telt 4.411 inwoners (schatting 2009).
De gemeente grenst aan Serra da Raiz, Duas Estradas, Araçagi, Pirpirituba en Belém (Paraíba).